# Józef Wroceński
Józef Zdzisław Wroceński (ur. 25 marca 1952 w Moniuszkach) – polski duchowny katolicki, członek Zgromadzenia Księży Najświętszego Serca Jezusowego, kanonista, profesor nauk prawnych, profesor nadzwyczajny Uniwersytetu Kardynała Stefana Wyszyńskiego, w latach 2005-2012 dziekan Wydziału Prawa Kanonicznego UKSW.

## Życiorys
Pierwszą profesję złożył w 1968, śluby wieczyste w 1977, święcenia kapłańskie przyjął 2 czerwca 1978. W 1982 ukończył studia w zakresie prawa kanonicznego na Wydziale Prawa Kanonicznego Akademii Teologii Katolickiej. W 1983 rozpoczął na tym wydziale pracę naukowo-dydaktyczną. Tam w 1985 na podstawie napisanej pod kierunkiem Edwarda Sztafrowskiego rozprawy pt. Problem władzy Konferencji Biskupów w sprawach liturgicznych uzyskał stopień naukowy doktora nauk prawnych.
Stopień naukowy doktora habilitowanego uzyskał w 1998 na podstawie dorobku naukowego oraz rozprawy pt. Rola i zadanie prezbiterium w życiu Kościoła partykularnego. W roku następnym mianowany został profesorem nadzwyczajnym UKSW i powołany na stanowisko kierownika Katedry Kościelnego Prawa Osobowego.
23 września 2017 prezydent RP Andrzej Duda nadał mu tytuł naukowy profesora nauk prawnych.
W latach 1999–2005 pełnił funkcję prodziekana, w latach 2005-2012 dziekana tegoż wydziału. Był kierownikiem Katedry Ustroju Kościoła.
W swoich badaniach zajmuje się wewnętrzną strukturą Kościoła i jego relacjami z państwem. Jest autorem licznych publikacji naukowych, wypromował kilkudziesięciu magistrów i kilku doktorów. Od początku swojej pracy dydaktyczno-naukowej na Wydziale Prawa Kanonicznego zaangażowany jest w prace redakcji wydziałowego kwartalnika Prawo Kanoniczne jako sekretarz a obecnie zastępca redaktora naczelnego. Jest także członkiem kilku rad naukowych periodyków kościelnych.
Od przeszło 25 lat jest wykładowcą prawa kanonicznego w Wyższym Seminarium Misyjnym Księży Sercanów w Stadnikach. Pełnił wiele funkcji w Zgromadzeniu Księży Sercanów, m.in. był radnym prowincjalnym. Obecnie jest członkiem Komisji Prawniczej przy Przełożonym Generalnym w Rzymie. Jego zaangażowania wiążą się również z udziałem w pracach Konferencji Episkopatu Polski, m.in. pełniąc funkcję konsultanta sekretarza generalnego a obecnie konsultora Rady Naukowej tejże Konferencji. W 2019 r. otrzymał Złoty Medal za Długoletnią Służbę.
Wypromował m.in. następujących doktorów:
- Bogusław Patoleta (2000), Działalność ustawodawcza i administracyjna Biskupa Chełmińskiego Kazimierza Józefa Kowalskiego w latach 1946-1972
- Helena Pietrzak (2002), Opodatkowanie kościelnych osób prawnych i fizycznych według aktów prawnych i praktyki władz Polskiej Rzeczypospolitej Ludowej

Został odznaczony Złotym Krzyżem Zasługi (2000) i Krzyżem Kawalerskim Orderu Odrodzenia Polski (2022).

## Wybrane publikacje
- Konkordat Polski w 10 lat po ratyfikacji, (red.) Józef Wroceński, Helena Pietrzak, Wydawnictwo Uniwersytetu Kardynała Stefana Wyszyńskiego, Warszawa 2008
- Semel Deo dedicatum non est ad usum humanos ulterius transferendum (red.) Józef Wroceński, Bożena Szewczul, Andrzej Orczykowski,  Wydawnictwo Uniwersytetu Kardynała Stefana Wyszyńskiego
- Komentarz do Kodeksu Prawa Kanonicznego (3) Tom II/2. Księga II. Lud Boży, Arnold Chrapkowski, Józef Krzywda, Józef Wroceński, Wenanty Zubert, Wydawnictwo Pallottinum, Poznań 2007
- Rola i zadania prezbiterium w życiu Kościoła partykularnego, Wydawnictwo Uniwersytetu Kardynała Stefana Wyszyńskiego